# Янишин Стефанія Андріївна
Стефанія Андріївна Янишин (нар. 1939, село Велике Колодно, тепер Кам'янка-Бузького району Львівської області) — українська радянська діячка, ланкова колгоспу імені Богдана Хмельницького Кам'янка-Бузького району Львівської області. Депутат Верховної Ради СРСР 7—8-го скликань.

## Біографія
Народилася в селянській родині. Освіта середня. Закінчила школу в селі Велике Колодно.
З 1956 року — колгоспниця, з 1961 року — ланкова колгоспу імені Богдана Хмельницького села Велике Колодно Кам'янка-Бузького району Львівської області. Вирощувала високі врожаї цукрових буряків.

## Нагороди
- орден Леніна
- орден Трудового Червоного Прапора
- медалі